# Trichodesma khasianum
Trichodesma khasianum är en strävbladig växtart som beskrevs av Charles Baron Clarke. Trichodesma khasianum ingår i släktet Trichodesma och familjen strävbladiga växter. Inga underarter finns listade i Catalogue of Life.